# جيني كولغان
جيني كولغان (بالإنجليزية: Jenny Colgan)‏ هي كاتِبة بريطانية، ولدت في 1972 في Prestwick ‏ في المملكة المتحدة.

## سيرة ذاتية
درست جيني كولغان في جامعة إدنبرة وعملت لمدة ست سنوات في الخدمة الصحية، وعملت كرسامة كاريكاتير. وهي متزوجة من أندرو بيتون، مهندس بحري، ولديها ثلاثة أطفال، والاس، ومايكل فرانسيس، ودلفي. وتقسم وقتها بين فرنسا ولندن.
في عام 2000، نشرت روايتها الأولى، الكوميديا الرومانسية زفاف أماندا. في عام 2004 نشرت مجموعة من القصص القصيرة بعنوان «الفتيات الاسكتلنديات حول المدينة: وستة عشر كاتبة اسكتلندية أخرى». في عام 2013، فازت روايتها «مرحبًا بكم في متجر حلويات الأحلام» لروزي هوبكنز بجائزة الرواية الرومانسية للعام من قبل جمعية الروائيين الرومانسيين.

## وصلات خارجية
- جيني كولغان على موقع IMDb (الإنجليزية)